# Orsamus Cole
Orsamus Cole (* 23. August 1819 in Cazenovia, Madison County, New York; † 5. Mai 1903 in Milwaukee, Wisconsin) war ein US-amerikanischer Jurist und Politiker. Zwischen 1849 und 1851 vertrat er den Bundesstaat Wisconsin im US-Repräsentantenhaus.

## Werdegang
Orsamus Cole besuchte die öffentlichen Schulen seiner Heimat und studierte danach bis 1843 am Union College in Schenectady. Nach einem anschließenden Jurastudium und seiner im Jahr 1845 erfolgten Zulassung als Rechtsanwalt begann er in Chicago in seinem neuen Beruf zu arbeiten. Noch im gleichen Jahr verlegte er seine Kanzlei und seinen Wohnsitz nach Potosi im Wisconsin-Territorium.
In seiner neuen Heimat schlug Cole als Mitglied der Whig Party eine politische Laufbahn ein. 1847 war er Delegierter auf der verfassungsgebenden Versammlung des zukünftigen Staates Wisconsin. Bei den Kongresswahlen des Jahres 1848 wurde er im zweiten Wahlbezirk von Wisconsin in das US-Repräsentantenhaus in Washington, D.C. gewählt, wo er am 4. März 1849  die Nachfolge von Mason Cook Darling antrat. Da er bei den Wahlen des Jahres 1850 dem Demokraten Ben C. Eastman unterlag, konnte er bis zum 3. März 1851 nur eine Legislaturperiode im Kongress absolvieren.
Nach seinem Ausscheiden aus dem US-Repräsentantenhaus praktizierte Orsamus Cole bis 1855 als Anwalt in Potosi. Danach war er von 1855 bis 1880 beisitzender Richter am Obersten Gerichtshof seines Staates. Zwischen April 1881 und Januar 1892 führte er als Chief Justice dessen Vorsitz. Er starb am 5. Mai 1903 in Milwaukee, wo er nochmals als Rechtsanwalt gearbeitet hatte.